# Маркович, Душан
Ду́шан Ма́ркович (сербохорв. Dušan Marković / Душан Mapковић; 9 марта 1906, Крчедин, Австро-Венгрия — 29 ноября 1974, Нови-Сад, Югославия) — югославский футболист, нападающий, участник чемпионата мира 1930 года (присутствовал в заявке, но не выходил на поле).

## Карьера

### Клубная
Душан Маркович провёл большую часть своей карьеры, играя за клуб «Войводина». После 14 лет выступлений за «Войводину» он также поиграл в белградском «БСК» и французском «Гренобле».

### В сборной
Единственный матч в составе национальной сборной Душан Маркович провёл 9 октября 1932 года, в товарищеской встрече против сборной Чехословакии в Праге (югославы уступили 1:2), в которой он заменил в атаке Благое Марьяновича. Он вызывался в сборную и раньше, совершил с ней поездку на первый чемпионат мира в Уругвай, однако не сыграл на турнире ни минуты, находясь в тени других форвардов югославской команды.

## После футбола
После завершения карьеры футболиста, Душан Маркович тренировал некоторые клубы Югославии и Туниса. По данным сербской федерации футбола, в 1967—1968 гг. он работал тренером сборной Марокко.
Умер в 1974 году после операции на предстательной железе.